# Oscar 1986
A 58.ª cerimônia do Oscar ou Oscar 1986 (no original: 58th Academy Awards), apresentada pela Academia de Artes e Ciências Cinematográficas (AMPAS), homenageou os melhores filmes, atores e técnicos de 1985. Aconteceu em 24 de março de 1986 no Dorothy Chandler Pavilion, em Los Angeles, às 18 horas no horário local. Durante a cerimônia, foram distribuídos os prêmios da Academia em vinte e três categorias, e a transmissão ao vivo foi realizada pela rede televisiva estadunidense American Broadcasting Company (ABC), com produção de Stanley Donen e direção de Marty Pasetta. Os atores Alan Alda, Jane Fonda e Robin Williams foram os anfitriões do evento. Fonda, que já havia coapresentado o Oscar 1977, foi a anfitriã pela segunda vez. Uma semana antes, em uma cerimônia realizada no The Beverly Hilton, em 16 de março, foi entregue o Oscar Científico ou Técnico sob apresentação de Macdonald Carey.
Out of Africa venceu quatro categorias, incluindo a conquista de melhor filme. Enquanto isso, The Color Purple, que disputava onze estatuetas, não conseguiu vencer nenhuma delas, incluindo a de melhor filme. Destacaram-se também Cocoon e Witness com dois prêmios, Anna & Bella, Back to the Future, Broken Rainbow, Kiss of the Spider Woman, Mask, Molly's Pilgrim, La historia oficial, Prizzi's Honor, Ran, The Trip to Bountiful, White Nights e Witness to War: Dr. Charlie Clements com um. A apresentação televisionada contabilizou 37,8 milhões de telespectadores nos Estados Unidos.

## Indicados e vencedores
Os indicados ao Oscar 1986 foram anunciados em 4 de fevereiro de 1986 por Robert Wise, presidente da Academia, e pela atriz Patty Duke. The Color Purple e Out of Africa empataram como os filmes com o maior número de indicações nesta cerimônia, com onze cada. Os vencedores foram anunciados durante a cerimônia de premiação em 24 de março de 1986. Com onze indicações e nenhuma vitória, The Color Purple passou a figurar ao lado de The Turning Point como os filmes mais indicados ao Oscar sem nenhuma vitória. Com as vitórias de seu pai, John, e de seu avô, Walter, nas categorias de melhor diretor e melhor ator coadjuvante por The Treasure of the Sierra Madre (1948), Anjelica Huston, ao conquistar a estatueta de melhor atriz coadjuvante, fez história ao se tornar a primeira de sua família a garantir uma vitória em três gerações. Pela primeira vez no Oscar, todos os indicados a melhor ator eram naturais dos Estados Unidos. O longa-metragem argentino La historia oficial foi o primeiro latino-americano a conquistar o Oscar de melhor filme estrangeiro.

### Prêmios
Indica o vencedor dentro de cada categoria.
| Melhor Filme Out of Africa – Sydney Pollack - The Color Purple – Steven Spielberg, Kathleen Kennedy, Frank Marshall e Quincy Joness - Kiss of the Spider Woman – David Weisman - Prizzi's Honor – John Foreman - Witness – Edward S. Feldman | Melhor Diretor Sydney Pollack – Out of Africa - Héctor Babenco – Kiss of the Spider Woman - John Huston – Prizzi's Honor - Akira Kurosawa – Ran - Peter Weir – Witness |
| Melhor Ator/Actor (Principal) William Hurt – Kiss of the Spider Woman como Luis Molina - Harrison Ford – Witness como Detective Sergeant John Book - James Garner – Murphy's Romance como Murphy Jones - Jack Nicholson – Prizzi's Honor como Charley Partanna - Jon Voight – Runaway Train como Oscar "Manny" Manheim | Melhor Atriz/Actriz (Principal) Geraldine Page – The Trip to Bountiful como Carrie Watts - Anne Bancroft – Agnes of God como Miriam Ruth - Whoopi Goldberg – The Color Purple como Celie Harris Johnson - Jessica Lange – Sweet Dreams como Patsy Cline - Meryl Streep – Out of Africa como Karen Blixen |
| Melhor Ator/Actor Coadjuvante/Secundário Don Ameche – Cocoon como Arthur Selwyn - Klaus Maria Brandauer – Out of Africa como Baron Bror von Blixen-Finecke - William Hickey – Prizzi's Honor como Don Corrado Prizzi - Robert Loggia – Jagged Edge como Sam Ransom - Eric Roberts – Runaway Train como Buck | Melhor Atriz/Actriz Coadjuvante/Secundária Anjelica Huston – Prizzi's Honor como Maerose Prizzi - Margaret Avery – The Color Purple como Shug Avery - Amy Madigan – Twice in a Lifetime como Sunny Sobel - Meg Tilly – Agnes of God como Sister Agnes - Oprah Winfrey – The Color Purple como Sofia Johnson |
| Melhor Roteiro/Argumento – Original Witness – Earl W. Wallace, William Kelley e Pamela Wallace - Back to the Future – Robert Zemeckis e Bob Gale - Brazil – Terry Gilliam, Tom Stoppard e Charles McKeown - La historia oficial – Luis Puenzo e Aída Bortnik - The Purple Rose of Cairo – Woody Allen | Melhor Roteiro/Argumento – Adaptado Out of Africa – Kurt Luedtke por Den afrikanske Farm de Isak Dinesen, Silence Will Speak de Errol Trzebinski e Isak Dinesen: The Life of a Storyteller de Judith Thurman - The Color Purple – Menno Meyjes por The Color Purple de Alice Walker - Kiss of the Spider Woman – Leonard Schrader por Kiss of the Spider Woman de Manuel Puig - Prizzi's Honor – Richard Condon e Janet Roach por Prizzi's Honor Richard Condon - The Trip to Bountiful – Horton Foote por The Trip to Bountiful |
| Melhor Filme Estrangeiro La historia oficial ( Argentina) – Luis Puenzo - Bittere Ernte ( Alemanha) – Agnieszka Holland - Oberst Redl ( Hungria) – István Szabó - Trois hommes et un couffin ( França) – Coline Serreau - Otac na službenom putu ( Iugoslávia) – Emir Kusturica | Melhor Documentário em Longa-metragem Broken Rainbow – Maria Florio e Victoria Mudd - The Mothers of Plaza de Mayo – Susana Muñoz e Lourdes Portillo - Soldiers in Hiding – Japhet Asher - The Statue of Liberty – Ken Burns e Buddy Squires - Unfinished Business – Steven Okazaki |
| Melhor Documentário em Curta-metragem Witness to War: Dr. Charlie Clements – David Goodman - The Courage to Care – Robert H. Gardner - Keats and His Nightingale: A Blind Date – Michael Crowley e James Wolpaw - Making Overtures: The Story of a Community Orchestra – Barbara Willis Sweete - The Wizard of the Strings – Alan Edelstein                                                                                                  | Melhor Curta-metragem Molly's Pilgrim – Jeffrey D. Brown e Chris Pelzer - Graffiti – Dianna Costello - Rainbow War – Bob Rogers |
| Melhor Animação em Curta-metragem Anna & Bella – Cilia van Dijk - The Big Snit – Richard Condie e Michael J. F. Scott - Second Class Mail – Alison Snowden | Melhor Trilha Sonora/Banda Sonora Out of Africa – John Barry - Agnes of God – Georges Delerue - The Color Purple – Quincy Jones, Jeremy Lubbock, Rod Temperton, Caiphus Semenya, Andraé Crouch, Chris Boardman, Jorge Calandrelli, Joel Rosenbaum, Fred Steiner, Jack Hayes, Jerry Hey e Randy Kerber - Silverado – Bruce Broughton - Witness – Maurice Jarre |
| Melhor Canção Original "Say You, Say Me" por White Nights – Lionel Richie - "Miss Celie's Blues (Sister)" por The Color Purple – Quincy Jones, Rod Temperton e Lionel Richie - "The Power of Love" por Back to the Future – Chris Hayes, Johnny Colla e Huey Lewis - "Separate Lives" por White Nights – Stephen Bishop - "Surprise Surprise" from A Chorus Line – Marvin Hamlisch e Edward Kleban                                           | Melhor Edição de Som Back to the Future – Charles L. Campbell e Robert Rutledge - Ladyhawke – Robert G. Henderson e Alan Robert Murray - Rambo: First Blood Part II – Frederick Brown |
| Melhor Som Out of Africa – Chris Jenkins, Gary Alexander, Larry Stensvold e Peter Handford - Back to the Future – Bill Varney, B. Tennyson Sebastian II, Robert Thirlwell e William B. Kaplan - A Chorus Line – Donald O. Mitchell, Michael Minkler, Gerry Humphreys e Christopher Newman - Ladyhawke – Les Fresholtz, Dick Alexander, Vern Poore e Bud Alper - Silverado – Donald O. Mitchell, Rick Kline, Kevin O'Connell e David M. Ronne | Melhor Direção de Arte Out of Africa – Stephen B. Grimes e Josie MacAvin - Brazil – Norman Garwood e Maggie Gray - The Color Purple – J. Michael Riva, Robert W. Welch e Linda DeScenna - Ran – Yoshirō Muraki e Shinobu Muraki - Witness – Stan Jolley e John H. Anderson |
| Melhor Cinematografia/Fotografia Out of Africa – David Watkin - The Color Purple – Allen Daviau - Murphy's Romance – William A. Fraker - Ran – Takao Saito, Shoji Ueda e Asakazu Nakai - Witness – John Seale | Melhor Maquiagem/Caracterização Mask – Michael Westmore e Zoltan Elek - The Color Purple – Ken Chase - Remo Williams: The Adventure Begins – Carl Fullerton |
| Melhor Figurino/Guarda-Roupa Ran – Emi Wada - The Color Purple – Aggie Guerard Rodgers - The Journey of Natty Gann – Albert Wolsky - Out of Africa – Milena Canonero - Prizzi's Honor – Donfeld | Melhor Edição/Montagem Witness – Thom Noble - A Chorus Line – John Bloom - Out of Africa – Fredric Steinkamp, William Steinkamp, Pembroke J. Herring e Sheldon Kahn - Prizzi's Honor – Rudi Fehr e Kaja Fehr - Runaway Train – Henry Richardson |
| Melhores Efeitos Visuais Cocoon – Ken Ralston, Ralph McQuarrie, Scott Farrar e David Berry - Return to Oz – Will Vinton, Ian Wingrove, Zoran Perisic e Michael Lloyd - Young Sherlock Holmes – Dennis Muren, Kit West, John R. Ellis e David W. Allen | |

### Oscar Honorário
- A Paul Newman; "em reconhecimento por suas inúmeras e memoráveis atuações cativantes no cinema, bem como por sua integridade pessoal e dedicação à arte".[14]
- A Alex North; "em reconhecimento por sua brilhante arte na criação de canções memoráveis para uma série de filmes ilustres".[14]

### Prêmio Humanitário Jean Hersholt
O prêmio reconhece indivíduos que fizeram contribuições indeléveis com o cinema e o mundo:
- Charles "Buddy" Rogers[16]

### Filmes com mais prêmios e indicações
| Indicações | Filme                    |
| ---------- | ------------------------ |
| 11         | The Color Purple         |
| 11         | Out of Africa            |
| 8          | Prizzi's Honor           |
| 8          | Witness                  |
| 4          | Back to the Future       |
| 4          | Kiss of the Spider Woman |
| 4          | Ran                      |
| 3          | Agnes of God             |
| 3          | A Chorus Line            |
| 3          | Runaway Train            |
| 2          | Brazil                   |
| 2          | Cocoon                   |
| 2          | Ladyhawke                |
| 2          | Murphy's Romance         |
| 2          | La historia oficial      |
| 2          | Silverado                |
| 2          | The Trip to Bountiful    |
| 2          | White Nights             |

| Vitórias | Filme         |
| -------- | ------------- |
| 7        | Out of Africa |
| 2        | Cocoon        |
| 2        | Witness       |

## Apresentadores e atrações musicais
As seguintes personalidades apresentaram categorias ou realizaram números individuais:

### Apresentadores (em ordem de aparição)
| Nome(s)                                    | Função                                                                      |
| ------------------------------------------ | --------------------------------------------------------------------------- |
| Hank Simms                                 | Anunciou o início da cerimônia                                              |
| Richard Dreyfuss Marsha Mason              | Apresentaram a categoria de melhor atriz coadjuvante                        |
| Molly Ringwald                             | Apresentou a categoria de melhores efeitos visuais                          |
| Jim Henson Kermit the Frog Scooter         | Apresentaram a categoria de melhor animação em curta-metragem               |
| Audrey Hepburn                             | Apresentou a categoria de melhor figurino                                   |
| Louis Gossett Jr.                          | Apresentou a categoria de melhor documentário                               |
| Teri Garr                                  | Apresentou a categoria de melhor maquiagem                                  |
| Irene Cara                                 | Apresentou a categoria de melhor som                                        |
| Cher                                       | Apresentou a categoria de melhor ator coadjuvante                           |
| Bob Hope                                   | Apresentou o Prêmio Humanitário Jean Hersholt a Charles "Buddy" Rogers      |
| Steve Guttenberg Ally Sheedy               | Apresentaram a categoria de melhor documentário de curta-metragem           |
| Rebecca De Mornay Michael J. Fox           | Apresentaram a categoria de melhor direção de arte                          |
| Sally Field                                | Apresentou o Oscar Honorário a Paul Newman                                  |
| Michael Winslow                            | Apresentou a categoria de melhor edição de som                              |
| Quincy Jones                               | Apresentou o Oscar Honorário a Alex North                                   |
| Jim MacGeorge Chuck McCann                 | Apresentaram a categoria de melhor curta-metragem                           |
| F. Murray Abraham                          | Apresentou a categoria de melhor atriz                                      |
| Jon Cryer                                  | Apresentou a categoria de melhor fotografia                                 |
| Norma Aleandro Jack Valenti                | Apresentaram a categoria de melhor filme estrangeiro                        |
| Whoopi Goldberg                            | Apresentou a categoria de melhor edição                                     |
| Gene Kelly Donald O'Connor Debbie Reynolds | Apresentaram a categoria de melhor trilha sonora e melhor canção original   |
| Larry Gelbart                              | Apresentou a categoria de melhor roteiro original e melhor roteiro adaptado |
| Barbra Streisand                           | Apresentou a categoria de melhor diretor                                    |
| Sally Field                                | Apresentou a categoria de melhor ator                                       |
| John Huston Akira Kurosawa Billy Wilder    | Apresentaram a categoria de melhor filme                                    |

### Atrações musicais (em ordem de aparição)
| Nome(s) | Atração |
| --- | --- |
| Lionel Newman | Orquestra |
| Teri Garr | "Flying Down to Rio" durante o número de abertura                                                               |
| Irene Cara | "Here's to the Losers", de Frank Sinatra, durante a homenagem aos indicados que nunca ganharam o Oscar          |
| Gregg Burge | "Surprise, Surprise", de A Chorus Line                                                                          |
| Tata Vega | "Miss Celie's Blues (Sister)", de The Color Purple                                                              |
| Stephen Bishop Marilyn Martin | "Separate Lives", de White Nights                                                                               |
| Huey Lewis and the News | "The Power of Love", de Back to the Future                                                                      |
| Lionel Richie | "Say You, Say Me", de White Nights                                                                              |
| June Allyson Leslie Caron Marge Champion Cyd Charisse Kathryn Grayson Howard Keel Ann Miller Jane Powell Debbie Reynolds Esther Williams | "Once a Star, Always a Star" durante a homenagem aos musicais da Metro-Goldwyn-Mayer                            |
| Barbra Streisand | "Putting It Together", de Sunday in the Park with George, durante a apresentação da categoria de melhor diretor |
| Academy Awards Orchestra | "Oh, Lady Be Good!", de Lady, Be Good, durante o número de encerramento                                         |

## Cerimônia
Com o objetivo de recuperar o interesse do público pela premiação e conter a queda na audiência, a Academia contratou Stanley Donen em dezembro de 1985 para produzir, pela primeira vez, a transmissão televisiva. Em fevereiro do ano seguinte, o ator e comediante Robin Williams foi selecionado para apresentar o Oscar 1986. Logo em seguida, o ator Alan Alda e a atriz Jane Fonda, duas vezes laureada com o Oscar, foram anunciados como co-apresentadores ao lado de Williams.
Outros profissionais também estiveram envolvidos na produção da cerimônia, com Marty Pasetta sendo contratado como diretor da transmissão televisiva. Lionel Newman atuou como diretor musical e maestro do evento. Durante o segmento de abertura, a atriz Teri Garr interpretou a canção-título de Flying Down to Rio. A cantora Irene Cara apresentou "Here's to the Losers", de Frank Sinatra, em homenagem aos indicados ao Oscar que não ganharam a estatueta. Howard Keel, o ator e cantor, se apresentou em um número musical com diversas atrizes, incluindo Cyd Charisse, Leslie Caron e Debbie Reynolds, em uma homenagem aos musicais da Metro-Goldwyn-Mayer.

### Bilheteria dos filmes indicados
No dia do anúncio dos filmes indicados, em 5 de fevereiro, o valor bruto somado pelas cinco obras na categoria principal era de 119 milhões de dólares, média de 23,9 milhões por filme. Witness assegurou a maior bilheteria entre os aparentes no Oscar 1986, totalizando 68,7 milhões de dólares em recibos do mercado doméstico. Em seguida, aparecem Out of Africa (55,6 milhões); The Color Purple (46,4 milhões); Prizzi's Honor (26,7 milhões) e, finalmente, Kiss of the Spider Woman (13,4 milhões de dólares).
Dos cinquenta filmes mais lucrativos do ano de 1985, doze obras indicadas à cerimônia aparecem na lista: Back to the Future (1.º), Rambo: First Blood Part II (2.º), Cocoon (4.º), Witness (5.º), Mask (14.º), Jagged Edge (20.º), The Color Purple (21.º), White Nights (22.º), Silverado (27.º), Prizzi's Honor (30.º), Agnes of God (32.º), Young Sherlock Holmes (44.º) e Ladyhawke (46.º).

### Avaliação em retrospecto
O show recebeu, em sua maioria, críticas variadas de publicações da mídia. Terrence O'Flaherty, do San Francisco Chronicle, registrou: "A cerimônia do Oscar realizada na noite passada teve um ritmo mais dinâmico do que o habitual; no entanto, no que diz respeito ao bom gosto, foi a mais questionável dos últimos anos". Comentando sobre o desempenho de Alda, Fonda e Williams como apresentadores, O'Flaherty destacou: "Juntos, despertaram nos telespectadores a inquietante impressão de que talvez o cinema esteja sem grandes personalidades no momento". Gene Siskel, crítico de cinema do Chicago Tribune, comentou que, após o coapresentador Williams iniciar a cerimônia com uma série de piadas divertidas, "o show, lamentavelmente, retornou aos seus antigos erros, apresentando um número tedioso no palco que tentava fazer uma homenagem a filmes clássicos". Joel Pisetzner, do The Record, disse: "Nada impediria a cerimônia de começar com a frase: 'Dead, direto de L.A., é noite da Academia!'".
O colunista do The New York Times, John J. O'Connor, comentou com ironia: "De repente, parecia que alguém finalmente havia ouvido as reclamações que, ano após ano, se tornaram excessivamente repetitivas". Acrescentando que "o estilo improvisado e ousado de humor de Williams conferiu ao evento uma nova energia cômica, totalmente em sintonia com a década de 1980". Yardena Arar, do Los Angeles Daily News, afirmou: "Desta vez, a transmissão da ABC não se perdeu em agradecimentos – ou, mais precisamente, em discursos enfadonhos e números musicais repetitivos". Destacando que "o roteiro, de maneira geral, foi dinâmico, com números musicais que variaram do razoável ao espetacular". A crítica de televisão do Houston Chronicle, Ann Hodges, ressaltou que o Oscar de 1986 foi um marco, em que a Academia abriu mão das formalidades excessivas e deu espaço para o brilho da indústria do entretenimento se destacar. Elogiando os discursos de agradecimento dos vencedores, bem como as diversas apresentações musicais durante a transmissão.

### Recepção e audiência
Em seu país de origem, a transmissão da ABC atraiu uma média de 37,8 milhões de telespectadores no decorrer do evento, queda de 2% em relação à audiência do Oscar 1985. Pelo Nielsen Ratings, também obteve números baixos à edição anterior, com 27,3% dos televisores sintonizados na rede, total de 43 pontos. Na ocasião, a cerimônia registrou a menor audiência já registrada entre todas as transmissões.
Em julho de 1986, a apresentação do evento recebeu quatro indicações ao Emmy Award. No mês seguinte, na noite da premiação, conquistou uma das nomeações recebidas: melhor direção de arte em um programa de variedades (para Roy Christopher).